# Башкирски фолклор
Башкирският фолклор е устното народно творчество на башкирския народ, представено от трудови, обредни и битови песни, приказки, легенди и епични произведения.

## История
Башкирският фолклор е създаван и предаван устно от поколение на поколение в продължение на векове. Неговите създатели и носители са народни певци и музиканти, сесени, йърау и др.
Темите на башкирския фолклор са възгледите на древните башкири за природата, нравствените идеали, за живота и стремежите. Фолклорът е източник на тяхното знание.
Към особеностите на фолклора спадат неговото устно предаване, импровизираност и колективност на изпълнението, многовариативност.
Жанровете на башкирския фолклор са приказка, епос, кулямас, басня, лакап, небивалица, кулямас-загадка, сатира, поговорка, пословица, притча, насихат и др.
По включването си в социално-битовата дейност на хората башкирския фолклор се разделя на обреден, детски и др.
Башкирите имат богат песенен фолклор. Танцувалните, хумористичните и игровите песни са придружавани от фестивали и забавления. Разпространение получавата частушката, баитите. Много баити са посветени на трагични събития. Такъв е баитът „Сак Сок“, в който се разказва за братя, прокълнати от майка си. Разпространени са малките жанрове на фолклора, като изречения, гатанки, поговорки, пословици, поличби.
От детския фолклор при башкирите са разпространени игровите броенки, закачки, изреченията.
В Башкортостан са публикувани фолклорните сборници:
- „Башкирско народно творчество“, в който фолклорът е систематизиран по жанрове. Общо са издадени 18 тома.
- „Песни и баити“ (1981);
- „Приказки, традиции, предания, устни разкази. Творчеството на сесените“ (1982).

## Събирачи на башкирски фолклор
Първите колекционери на башкирския литературен фолклор са писателите и учени П. Ричков, П. Палас, И. Лепехин, И. Георги В. Татишчев (18 век), Т. Беляев, П. Кудряшов, А. Пушкин, В. Дал, Л. Суходолски, А. Бесонов (приказки), Мухаметша Бурангулов (епосът Урал батир) и др., за музикален фолклор – композиторите Александър Алябиев, К. Шуберт, С. Рибаков (19 век), И. Салтиков, Л. Лебедински, Л. Атанов и др. Събирачи на фолклора от башкирски произход са С. Кукляшев, М. Бекчурин, Ю. Аминев, Б. Юлиев, М. Куватов, М. Уметбаев, Ф. Туйкин, М. Бурангулов, М. Гафури и др.
Дейност по събирането, систематизирането и публикуването на башкирски фолклор са извършили:
- Габит Аргинбаев – записва легендите „Урал батир“, „Идел и Яик“, „Акбузат“, „Кусяк бий“, „Тимян“, „Батирша“, „Карасакал“, „Юлай и Салават“, „Харимула“.
- Мухаметша Бурангулов – на него принадлежат трудовете „Башкирски легенди“, „Епос за батирите“, епичните поеми (кубаири) „Отечествената война“, „Юлай и Салават“, „Карасакал“. Записва и обработва епоси, приказки, песни, кубаири, включително епосите „Урал батир“, „Акбузат“, приказката „Алпамиша“ и т.н.
- Кирей Мерген (Ахнаф Куриевич Киреев) – автор на книгите „Военен фолклор“, „Епически паметници на башкирския народ“.
- Ахнаф Ибрахимович Харисов – автор на монографията „Литературно наследство на башкирския народ“ (1965 – 1973).

## Наука
В башкирското литературознание се изучават разнообразните форми на фолклор, взаимодействието му с литература, образът на живот и бита на башкирите, отражението във фолклора на духовния им свят, идейно-естетическата значимост на фолклора.
В башкирските приказки „Бик“, „Кутлубика и Кутлуяр“, „Черното куче“, „Илан батиф“ се среща поредицата от сюжетообразуващи мотиви забрана – нарушаване на забраната – наказание. Тази поредица допринася за динамичното развитие на приказния сюжет, придава на разказа приключенско-авантюристичен характер, засилва интереса на слушателите, които съпреживяват съдбата на героя.
В произведението на X. Кятиба „Джумджума султан“, султанът нарушава забраната, поради което се разболява неизлечимо и минава през всички кръгове на ада.